# Ollie Murray James
Ollie Murray James (Marion, 27 de julho de 1871 — Baltimore, 28 de agosto de 1918) foi um político norte-americano. Membro do partido Democrata foi representante de Kentucky na Câmara dos Representantes dos Estados Unidos e do Senado dos Estados Unidos.

## Biografia
James nasceu e foi criado no oeste de Kentucky. Quando adolescente, ele serviu na página da Assembleia-Geral do Kentucky. James estudou Direito e foi admitido à barra em 1891, começando sua prática naquele ano.
Em 1902, James procurou e ganhou a eleição para a Câmara dos Deputados dos Estados Unidos a partir do 1° distrito de Kentucky, a parte mais ocidental do estado. Ele foi reeleito para a Câmara por quatro vezes, servindo lá de 4 março de 1903 a 3 de março de 1913. Ele era o presidente das Convenções Nacionais Democratas de 1912 e 1916.
Em 1912, James decidiu desistir de sua cadeira na Câmara para buscar a eleição para o Senado dos Estados Unidos. Ele ganhou a eleição e foi empossado em 4 de março de 1913. Ele serviu como presidente do Comitê do Senado sobre Patentes. Ele morreu durante o seu mandato em um hospital em Baltimore, Maryland em 28 de agosto de 1918.
Ele foi enterrado no Cemitério Mapleview em Marion, Kentucky.